# Rhamphostomella ussowi
Rhamphostomella ussowi is een mosdiertjessoort uit de familie van de Umbonulidae. De wetenschappelijke naam van de soort is voor het eerst geldig gepubliceerd in 1908 door Kluge.